# Salt and Fire
Salt and Fire es una película de suspenso de 2016 escrita y dirigida por Werner Herzog. La película está protagonizada por Michael Shannon, Veronica Ferres y Gael García Bernal. Cuenta la historia de una situación de toma de rehenes frente a un desastre ecológico en Bolivia.
Tuvo su estreno en el Festival Internacional de Cine de Shanghái y fue seleccionada para ser proyectada en la sección de Presentaciones Especiales en el Festival Internacional de Cine de Toronto 2016.

## Argumento
Tres científicos, la Dra. Laura Sommerfield (Veronica Ferres), el Dr. Fabio Cavani (Gael García Bernal), y el Dr. Arnold Meir (Volker Michalowski), son enviados a América del Sur como parte de una investigación de la ONU sobre un desastre ecológico en el Salar de Uyuni. En el pasado, se habían desviado dos ríos para irrigación, pero el esfuerzo fracasó y el resultado fue un salar tóxico cada vez mayor.
Al aterrizar, los tres son secuestrados por el hombre que se había convertido en Director Ejecutivo (interpretado por Michael Shannon) del gran consorcio internacional responsable del desastre ecológico. Él parece atormentado por el desastre y no está seguro de su importancia, ya que el supervolcán cercano, Uturuncu, ha comenzado a mostrar un levantamiento del suelo en las áreas a su alrededor, lo que puede ser o no signos de una erupción.
Los dos científicos varones reciben alimentos que inducen un fuerte malestar digestivo para mantenerlos fuera del camino. Mientras tanto, Laura es llevada al medio del salar y varada cerca de un afloramiento rocoso con dos niños casi ciegos llamados Huáscar y Atahualpa, los nombres de los dos últimos gobernantes precolombinos del Imperio Inca. A los tres se les ha proporcionado suficiente comida y agua para una semana, pero no saben si se han quedado varados para siempre.
En lugar de tratar de convencer a la Dra. Sommerfield de que no publique sus argumentos, el director ejecutivo ha organizado el secuestro y el varamiento de Sommerfield y los niños con la esperanza de que reciban los costos emocionales asociados con el desastre, que la lleven a publicar un informe que vaya más allá de las estadísticas y las cifras. Más tarde, el director general revela que los dos niños son sus hijos adoptivos y que su ceguera se debe al desastre provocado por el propio consorcio del Director. Luego, la Dra. Sommerfield recibe un boleto de primera clase a Roma para visitar el convento de la Trinità dei Monti, en la parte superior de la Plaza de España, que el consejero delegado siempre había querido ver para su claustro, que presenta un fresco anamórfico de San Francisco de Paula rezando bajo un árbol. Ella insta al CEO a que la acompañe en lugar de entregarse, pero él dice que lo atraparán de todos modos.

## Reparto
- Veronica Ferres como la Dra. Laura Sommerfeld
- Michael Shannon como Matt Riley
- Lawrence Krauss como Krauss
- Gael García Bernal como el Dr. Fabio Cavani
- Volker Michalowski como el Dr. Arnold Meier
- Anita Briem como la asistente de vuelo
- Werner Herzog como el hombre de la historia
- Lilly Krug como la pasajera

## Producción
La trama de la película se inspiró libremente en el cuento "Aral" de Tom Bissell. Werner Herzog escribió el guion en cinco días. La película se rodó en Bolivia y se necesitaron 16 días para filmar la película en su totalidad.

## Lanzamiento
La película se estrenó en el Festival Internacional de Cine de Shanghái en 2016. También se proyectó en el Festival Internacional de Cine de Toronto de 2016, el Fantastic Fest y el Festival de Cine de Zúrich del mismo año. XLrator Media adquirió los derechos estadounidenses de la película. Fue lanzada en Estados Unidos el 7 de abril de 2017.

## Recepción
En el sitio web del agregador de reseñas Rotten Tomatoes, la película tiene una calificación de aprobación del 32% basada en 38 reseñas, con una calificación promedio de 4.79/10. El consenso crítico del sitio web dice: "Salt and Fire reúne a un talento impresionante en ambos lados de la cámara, el que muy poco se utiliza de manera convincente". En Metacritic, que asigna una calificación normalizada a las reseñas, la película tiene una puntuación promedio ponderada de 44 sobre 100, basada en 16 críticas, lo que indica "críticas mixtas o promedios".
Nick Allen de RogerEbert.com le dio a la película 1 de cada 4 estrellas, escribiendo, "Se resiste a cualquier integridad narrativa, elige actuar sin vida, despotrica interminablemente y no se sabe si quiere o no entretener". Deborah Young de The Hollywood Reporter dijo que la película es "una de las aventuras menos atractivas del director".

## Premios y nominaciones
| Premio                                     | Categoría          | Nominado        | Resultado | Ref(s) |
| ------------------------------------------ | ------------------ | --------------- | --------- | ------ |
| Festival Internacional de Cine de Shanghái | Mejor Película     | Werner Herzog   | Nominado  | [ 14 ] |
| German Film Critics Association Awards     | Mejor Película     | Werner Herzog   | Nominado  | [ 15 ] |
| German Film Critics Association Awards     | Mejor Banda Sonora | Ernst Reijseger | Nominado  | [ 15 ] |